# مهرولی
مهرولی (Mehrauli ) یکی از محله‌های بخش جنوبی در دهلی، هند است. این محله یک حوزهٔ انتخابیه در مجلس قانون‌گذاری دهلی را نیز دربر می‌گیرد. مهرولی در نزدیکی گورگان و جنب وسنت کنج قرار دارد.

## تاریخچه

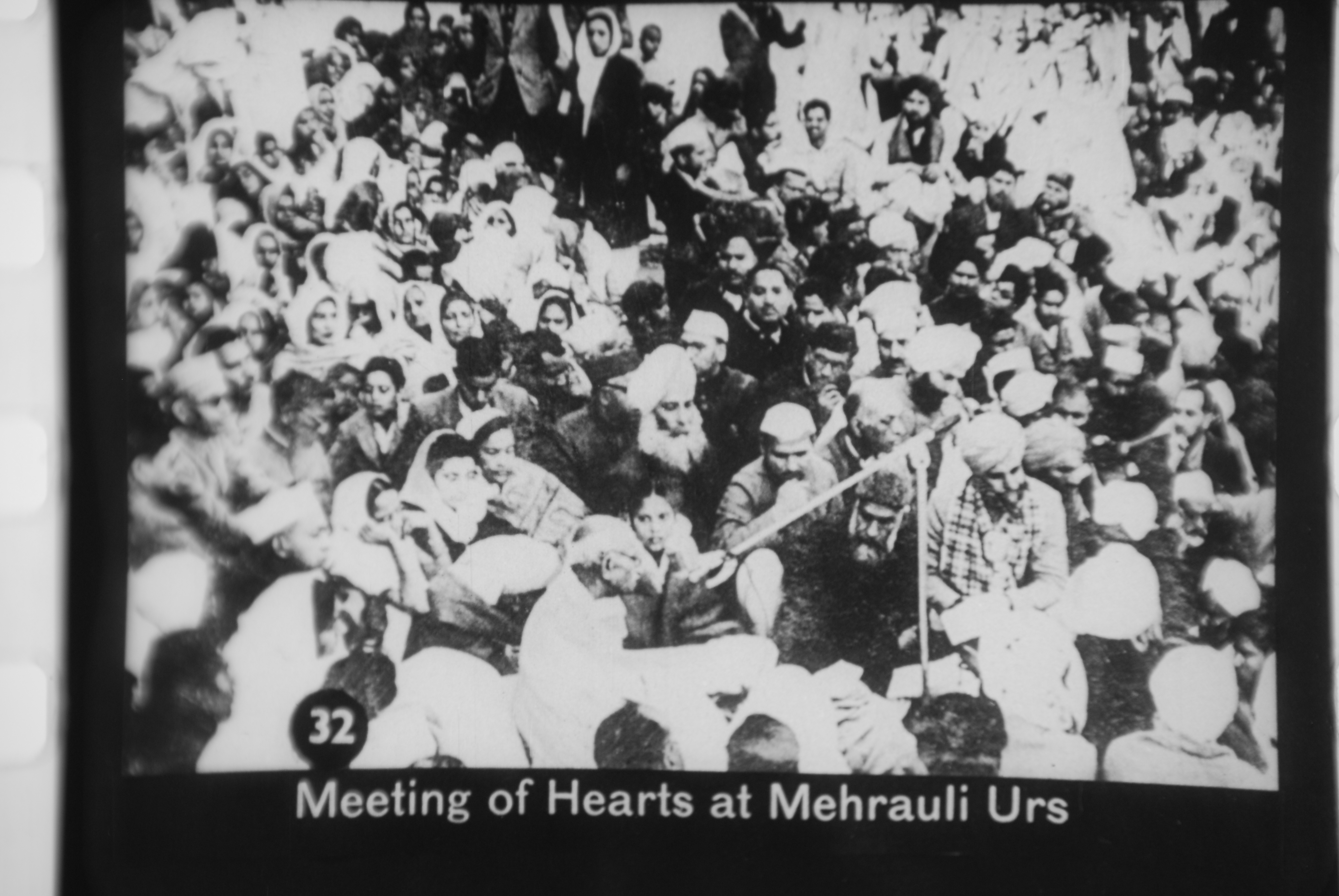
مهاتما گاندی در حال بازدید از درگاه قطب‌الدین بختیار کاکی در مراسم عُرس، ۲۷ ژانویه ۱۹۴۸.

مهرولی یکی از شهرهای قرون وسطایی دهلی است که با هم، قلمرو اتحادی کنونی دهلی را شکل داده‌اند.
دژ قلعه رائی پتهورا توسط رئیس قبیلهٔ تومارها، آنانگپال یکم در حدود سال ۷۳۱ میلادی ساخته شد و سپس در سدهٔ یازدهم توسط آنانگپال دوم گسترش یافت. او پایتخت خود را از قنوج به لال کوت منتقل کرد. در سدهٔ دوازدهم، تومارها توسط سلسله چوهان شکست خوردند. پرتوی راج چوهان دژ را گسترش داد که اکنون به‌نام قلعه رائی پتهورا شناخته می‌شود. وی در سال ۱۱۹۲ به‌دست معزالدین محمد غوری کشته شد. غوری پس از آن قطب‌الدین ایبک را به‌عنوان فرمانده در دهلی گذاشت و به افغانستان بازگشت.
در سال ۱۲۰۶، پس از مرگ محمد غوری، قطب‌الدین ایبک خود را به‌عنوان نخستین سلطان دهلی معرفی کرد. بدین‌ترتیب دهلی پایتخت مملوک شد، نخستین دودمان مسلمان که بر شمال هند حکمرانی کرد. مهرولی تا سال ۱۲۹۰ پایتخت این دودمان باقی ماند. در زمان دودمان خلجی، پایتخت به دژ سیری منتقل شد.

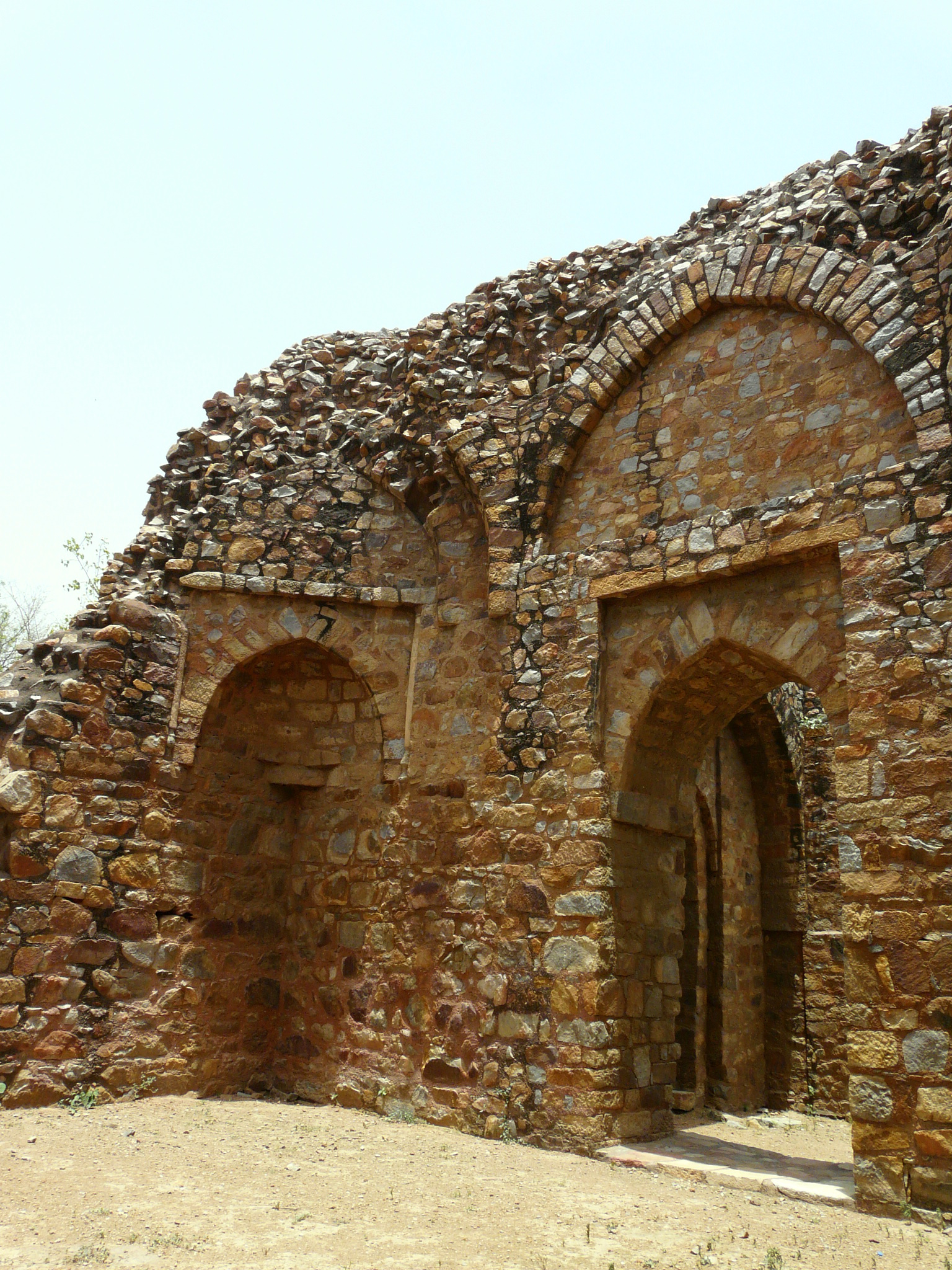
آرامگاه بلبن، مهرولی

در متون جینی قرن دوازدهم، این مکان با نام یوگ‌نی‌نیپورا نیز ذکر شده است، که با وجود معبد یوگ‌مایا در نزدیکی مجتمع قطب منار قابل تشخیص است. باور بر این است که این معبد توسط پانداواها ساخته شده است.
همچنین مهرولی محل اعدام بنده سینگ بهادر بود، پس از آنکه او پایتخت مغولی منطقه، سامانا، هند را تصرف کرد.

## جغرافیا و اقلیم
مهرولی در بخش جنوبی دهلی در مختصات ۲۸°۳۰′۵۷″ شمالی ۷۷°۱۰′۳۹″ شرقی / ۲۸٫۵۱۵۸۳°شمالی ۷۷٫۱۷۷۵۰°شرقی قرار دارد. در شمال آن Malviya Nagar، در غرب Vasant Kunj و در جنوب تغلق‌آباد واقع شده‌اند.
مانند سایر نقاط دهلی، مهرولی دارای اقلیم نیمه‌خشک با اختلاف شدید دما میان تابستان و زمستان است. دمای تابستان تا ۴۶ درجهٔ سانتی‌گراد بالا می‌رود و زمستان‌ها با نزدیک شدن دما به صفر، برای کسانی که به آب‌وهوای گرم عادت دارند، بسیار سرد به‌نظر می‌رسد.
خاک مهرولی بافتی از شنی‌لوم تا لوم دارد. در سال‌های اخیر، به‌دلیل افزایش جمعیت، سطح آب زیرزمینی کاهش یافته و به حدود ۴۵ تا ۵۰ متر رسیده است.

## معماری

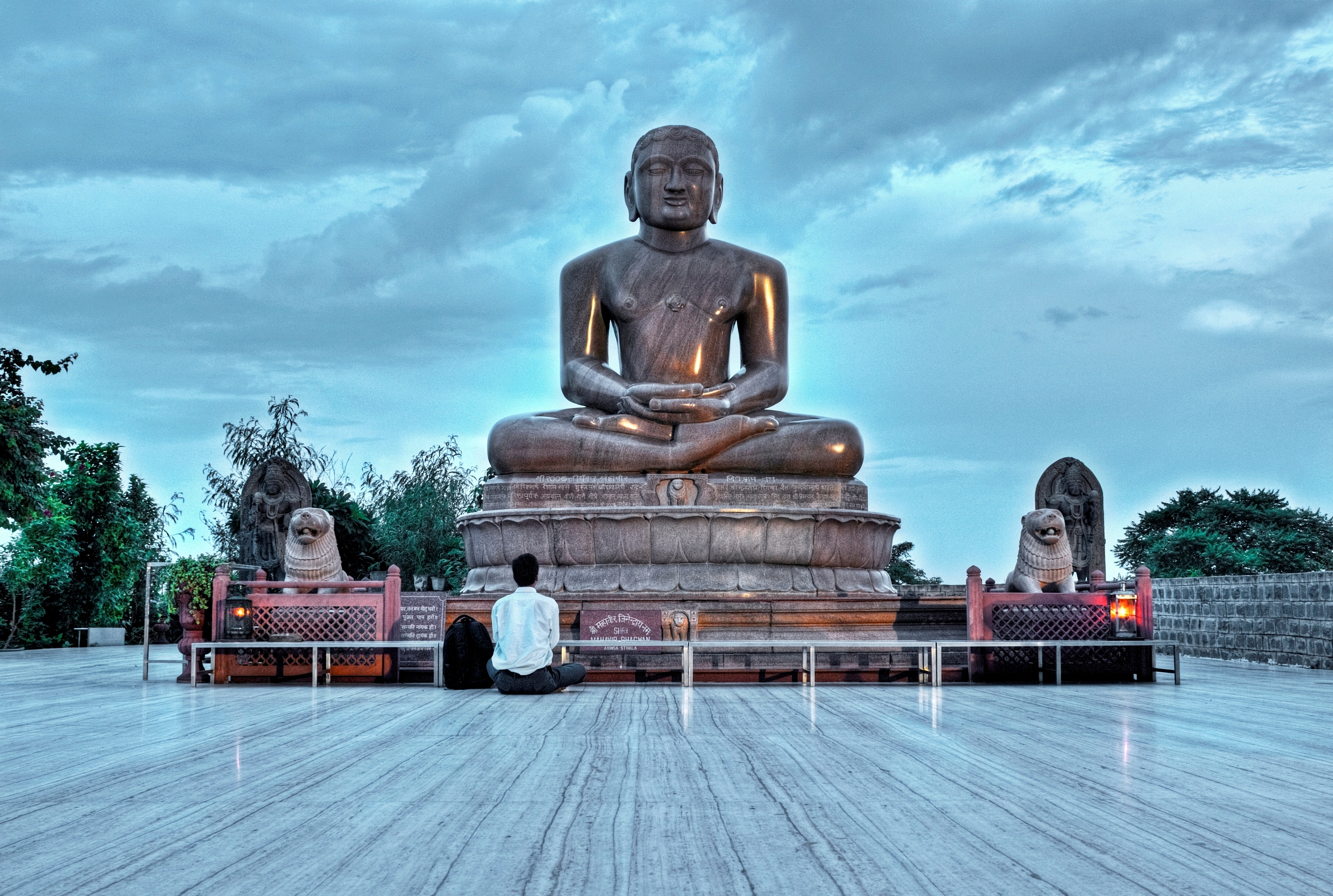
اهینسا ستل، مجسمه‌ای از مهاویرا با ارتفاع ۱۳ فوت و ۶ اینچ

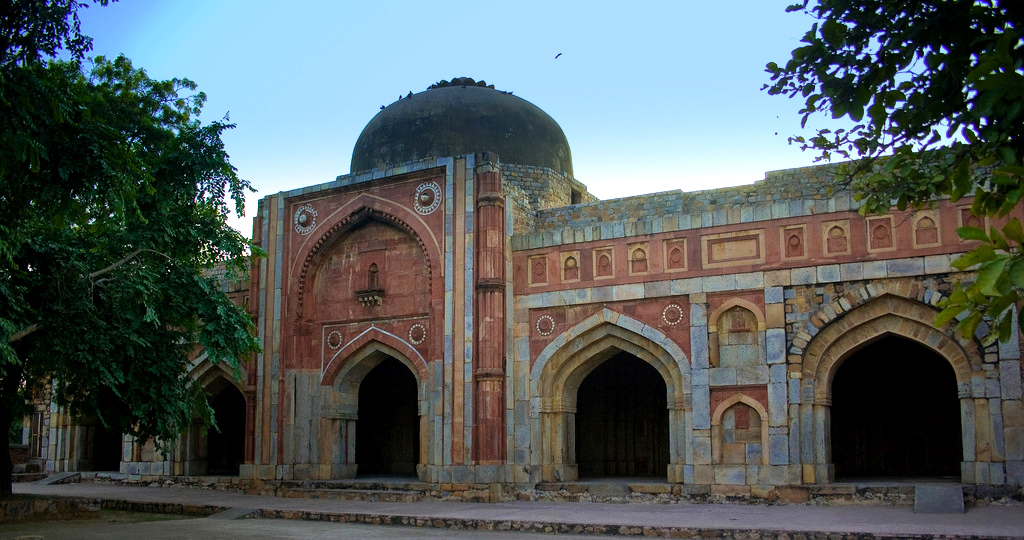
مسجد و آرامگاه جمالی و کمالی در پارک باستان‌شناسی مهرولی

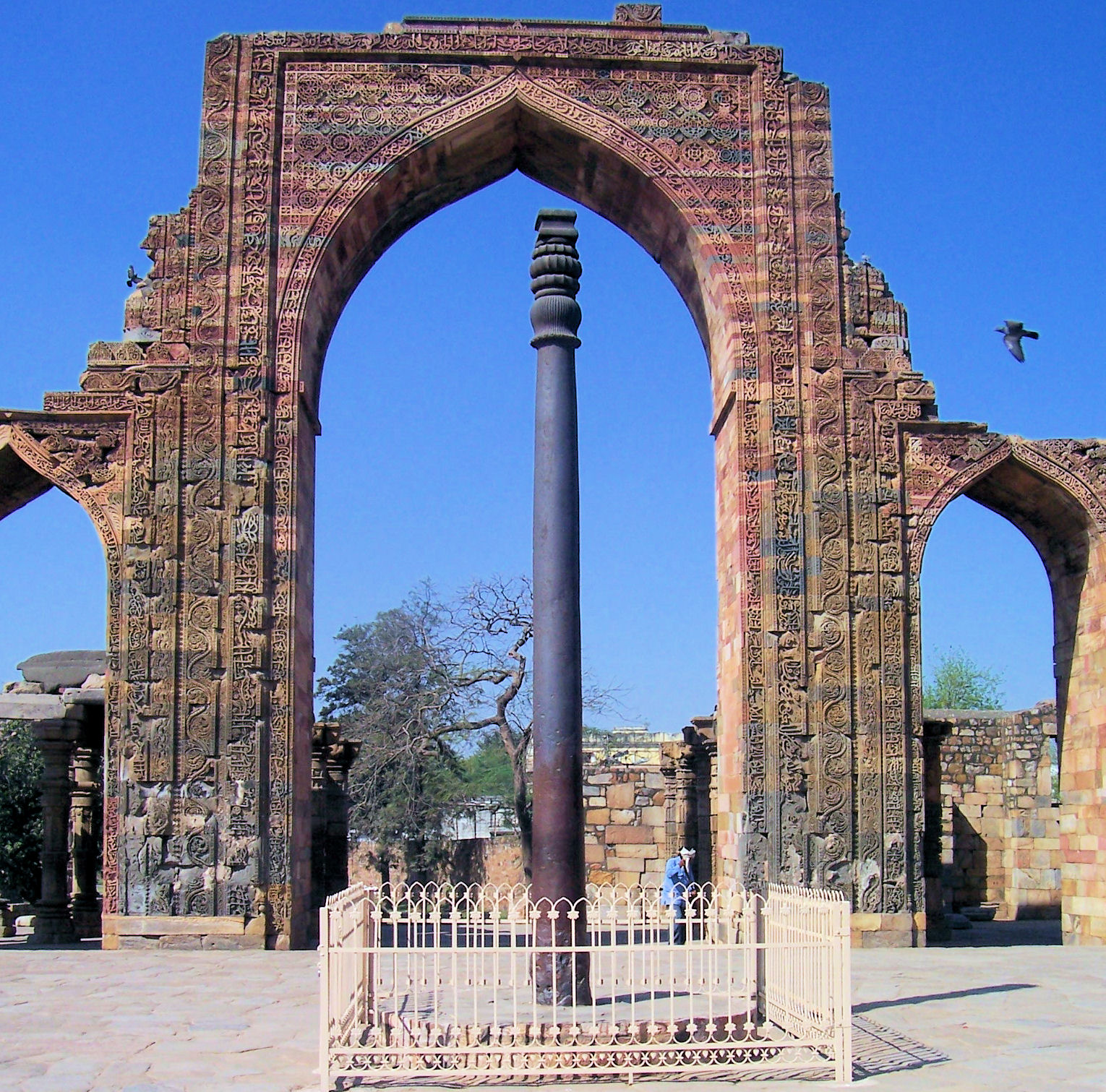
ستون آهنی دهلی در مجتمع قطب، مهرولی

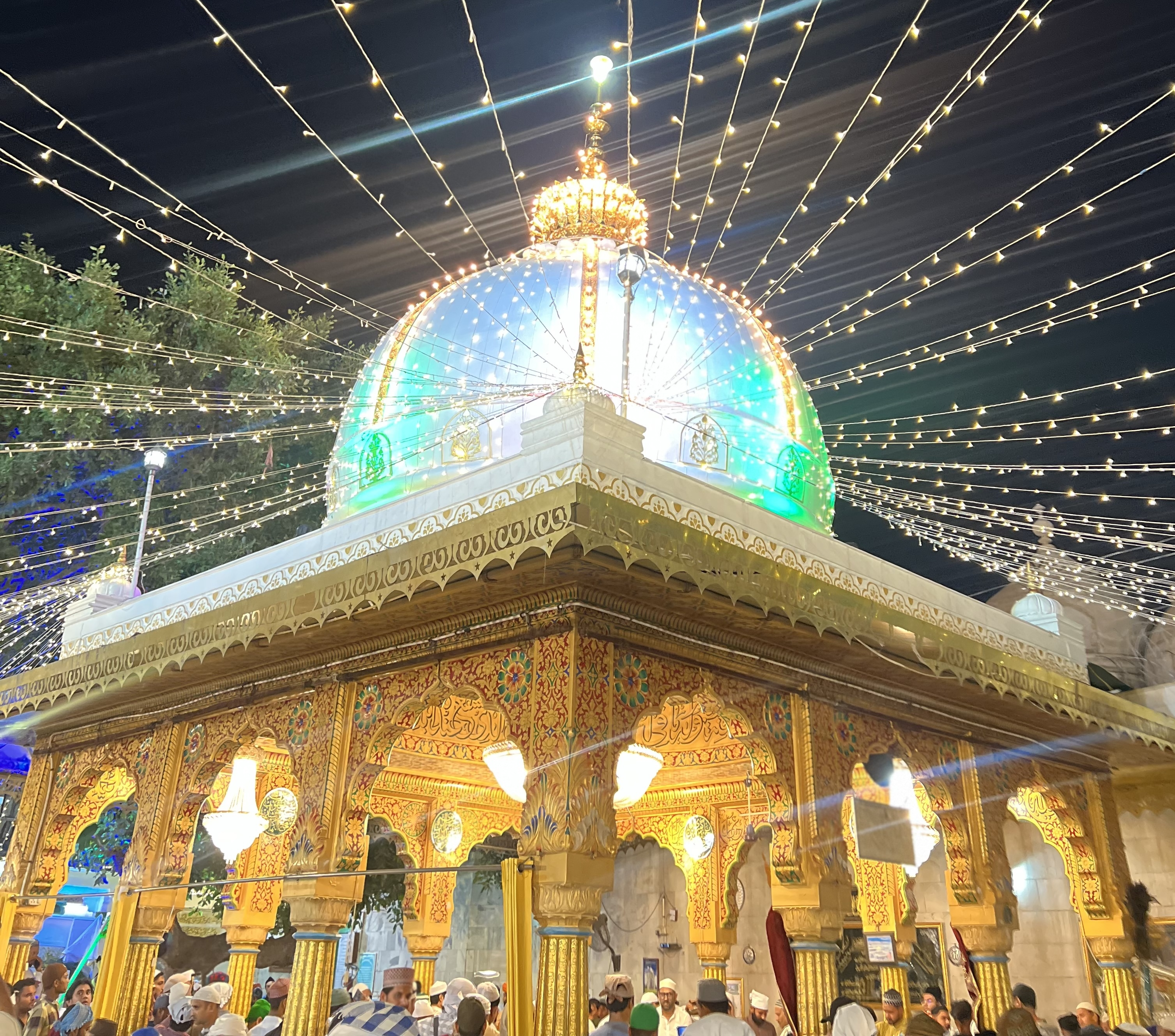
مراسم عرس خواجه قطب‌الدین بختیار کاکی در مهرولی

با اینکه مهرولی امروزه مانند هر محلهٔ عادی دیگری به‌نظر می‌رسد، گذشتهٔ آن در معماری منطقه بسیار برجسته است.
اهینسا ستل یک معبد جینی در مهرولی است. خدای اصلی این معبد مهاویرا، بیست‌وچهارمین و آخرین تیرتنکارا (راهنمای معنوی انسان) در نیم‌چرخهٔ کنونی زمان است. مجسمه‌ای باشکوه از مهاویرا در این مکان نصب شده است.
با وجود انتقال پایتخت از مهرولی پس از پایان سلطنت مملوک، دودمان‌های بعدی نیز آثار معماری مهمی به مهرولی افزودند.
مشهودترین بنای معماری در مهرولی، قطب منار است که توسط قطب‌الدین ایبک ساخته شد و ایلتتمش و علاءالدین خلجی آن را توسعه دادند. مجتمع قطب منار یکی از میراث جهانی یونسکو است و میزبان سالانهٔ جشنواره قطب نیز هست.
آرامگاه قطب‌الدین بختیار کاکی، صوفی نامدار سدهٔ سیزدهم، نیز در نزدیکی مجتمع قطب منار قرار دارد و مکان برگزاری جشنوارهٔ سیر گل‌فروشان است. این درگاه همچنین آرامگاه‌های بهادرشاه یکم، شاه عالم دوم و اکبر دوم را در یک محوطهٔ سنگ مرمرین در خود جای داده است. در سمت چپ درگاه، کاخ ظفر، کاخ تابستانی بهادرشاه دوم، واپسین شاه فهرست پادشاهان گورکانی هند قرار دارد و در کنار آن مسجد موتی، مسجد کوچکی که توسط بهادرشاه یکم، پسر اورنگ‌زیب برای نیایش شخصی ساخته شده بود، واقع شده است.